# Mednogorsk
Mednogorsk (rusky Медногорск) je město v Orenburské oblasti v Ruské federaci. Při sčítání lidu v roce 2010 měl přes sedmadvacet tisíc obyvatel.

## Poloha a doprava
Mednogorsk leží jižně od Uralu na Transaralské dráze vedoucí z Orenburgu do Taškentu. Nejbližší další město v okolí je Kuvandyk přibližně patnáct kilometrů severozápadně.

## Dějiny
Od začátku 20. století zde byla výhybna na Transaralské dráze, proto se zdejšímu osídlení zprvu říkalo prostě „Výhybna číslo 10“ (Разъезд № 10 – Razjezd № 10). Za rok založení  Mednogorsku je ale pokládán až rok 1933, kdy se zde začíná rozvíjet průmyslová těžba mědi. Od ní je odvozen i název, který je možné volně přeložit jako „měděné horní město“. Zprvu se ovšem jednalo o několik nezávislých hornických osad, jejichž oficiální sjednocení do města pod názvem Mednogorsk nastalo až v roce 1939.
Podle původního plánu Gorstrojprojektu z roku 1934 bylo město navrženo pro populaci 58 tis. obyvatel. Za druhé světové války byl do blízkosti města přesunut z Tuly tamní Tulský carský zbrojařský závod a v té době se tedy jednalo o významné středisko zbrojařského průmyslu zásobující Rudou armádu. Za prací do závodu přijelo více než 12 tisíc lidí z Tuly, Stalingradu, Gomelu, Smolenska a dalších měst. V poválečných letech přešla zbrojovka na výrobu elektromotorů a elektrického vybavení pro námořnictvo.
Mednogorsk dosáhl svého vrcholu rozvoje v 60. a 70. letech 20. století, kdy město mělo tři kulturní domy, kino Ural, 10 knihoven, tři stadiony, Dům pionýrů, tři odborné školy, třináct středních škol, dvacet mateřských škol, dvě nemocnice a tři polikliniky. 
Po vyčerpání ložiska Blavinskoje a uzavření dolu v roce 1971 došlo ke snížení populace ve městě. Výrazně se snížil objem investiční výstavby, prakticky ustala výstavba bytů. 

### Rodáci
- Sergej Borisovič Kuzněcov (1964–2022) – hudební skladatel